# Lucrèce (film, 1908)
Pour les articles homonymes, voir Lucrèce (homonymie).
Pour plus de détails, voir Fiche technique et Distribution.
Lucrèce est un film muet français réalisé par Louis Feuillade, sorti en 1908.

## Fiche technique
- Titre : Lucrèce
- Réalisation : Louis Feuillade
- Scénario :
- Société de production : Société des Etablissements L. Gaumont
- Pays de production :  France
- Format : Noir et blanc — 35 mm — 1,33:1 — Muet
- Genre :   Film dramatique, Film biographique, Film historique
- Métrage :
- Durée :
- Date de sortie : 
  - France : 1908

## Distribution
- Renée Carl
- Georges Wague